# Yoko-guruma
Lo Yoko-guruma (letteralmente "grande circolato laterale") è una tecnica di sacrificio sul fianco (Yoko Sutemi Waza) che appartiene al quinto gruppo del Go kyo. Tecnica di difficile esecuzione, può essere utilizzata sia come attacco diretto che come contraccolpo. Nello studio classico di questa Nage waza si predilige utilizzarla come contrattacco in seguito a koshi wazao Seoi-nage.
Grazie ad alcuni video girati nel 1967 al Kōdōkan di Milano, generazioni di Judoka hanno potuto usufruire della saggezza del Maestro Tadashi Koike che ha personalmente spiegato alcune tecniche, tra cui questa, durante un raduno.

## L'esecuzione
Situazione ideale è rappresentata da uno squilibrio in avanti a destra. Uke tenta di eseguire la sua tecnica e Tori blocca in posizione difensiva jijotai laterale prendendo leggermente la distanza dall'avversario e ponendo la mano sinistra sul dorso e la destra sulla parte bassa della pancia di Uke. Per evitare i contraccolpi possibili (ad esempio Ura-nage), Uke avrà come reazione spontanea quella di abbassarsi. Con un movimento piuttosto ampio di rotazione, Tori porta a terra sul fianco sinistro ponendo la gamba destra fra quelle di Uke. La proiezione è conseguenza naturale di questo movimento e viene portata in direzione angolata (per questo motivo è una delle poche tecniche del Nage-no-kata che si discosta dall'asse del kata).

## Successioni e contraccolpi
Poiché al termine Tori si trova a terra sul fianco, qualora la tecnica fallisse, non ha alcuna possibilità di eseguire una combinazione efficace. Uke può, invece, contrattaccare con la tecnica di O-uchi-gari.